# 황산벌 전투
황산벌 전투(黃山伐 戰鬪)는 660년 8월 20일~8월 21일 (음력 7월 9일~7월 10일) 황산벌(오늘날 충청남도 논산시 연산면 연산시장 3거리의 연산리 및 관동리 일대)에서 신라군과 백제군 사이에 일어났던 전투이다. 《삼국유사》 태종무열왕조, 《삼국사기》 계백 열전 등에 전투 내용이 나온다.

## 배경
642년(의자왕 2)에 백제가 신라를 공격해 대야성을 비롯한 40여 성을 함락하며 신라를 압박했다. 신라는 고구려의 힘을 빌리려 하였으나 실패하고 당에 연합을 요청한다. 김춘추는 당으로 건너가 당 태종의 신임을 얻고, 나·당 간의 동맹을 맺는 데 성공하였다.
660년 당 고종은 소정방(蘇定方)을 신구도행책총관(神丘道行策摠管)으로 삼고 유백영(劉伯英), 풍사귀(馮士貴) 등과 함께 13만 군사를 거느리고 백제 정벌을 명령하였다. 태종무열왕은 김유신을 우이도행군총관(嵎夷道行軍摠管)으로 삼고 군사 5만 명을 거느리고 당군과 합세하게 하였다. 당나라는 수로를 통해 백제의 백강(白江)으로 진격하였고, 신라의 5만 정예군은 육로를 통해 백제의 탄현(炭峴)으로 진격하였다.
660년 나당연합군이 백제 방면으로 진군하자, 의자왕은 신료들과 대책을 논의하였다. 좌평 의직(義直)은 당군과 먼저 결전할 것을 주장했고, 달솔 상영(常永)은 신라 정예군을 우선 막을 것을 주장하여 분열이 일어났다. 또한, 귀양 중이던 흥수(興首)는 평야에서 접전하면 불리하므로 백강과 탄현을 선점해 연합군이 피곤해지기를 기다렸다가 공격하자고 건의한 반면, 대신들은 연합군이 각각 백강과 탄현을 오른 뒤에 공격하는 것이 이롭다고 주장했다.
이렇게 의견이 나뉘어 싸우는 동안 연합군은 요충지인 백강(白江)과 탄현(炭峴)을 넘어 왔다. 신라군의 진군로는 경주,보은,이천에서 진군하다 회군하여 다시 이천,보은,굴산성(이성산성),영동,옥천,탄현,테미고개,정림동고개,갑천,흑석동산성 석고개,두계천,양정고개,연산시장3거리(황산벌),연산천으로 진군하였다. 이에 의자왕은 급히 계백을 황산벌로 보내 신라군을 막게 하였다.
계백은 죽음을 각오한 군사 5천 명을 뽑아 출전 준비를 하였다. 그리고 “한 나라의 사람으로서 당과 신라의 대규모 병력을 맞게 되었으니, 국가의 존망(存亡)을 알 수 없다. 내 처와 자식들이 잡혀 노비(奴婢)가 될까 염려된다. 살아서 치욕을 당하는 것보다 죽어서 흔쾌한 편이 나을 것이다.”라고 말하며 가족을 모두 살해하였다. 계백의 전설은 후기에 신라의 의해 만들어졌다는 견해도 있다. 즉 계백이 출전 전에 가족부터 몰살했다는 것은 개연성이 부족하다. 계백같은 충신이 있었어도 의자왕의 무능력함을 부각시켜 나당연합군에 의한 백제의 멸망에 정당성을 부여하기 위함이란 견해다.

## 서과정
8월 20일(음력 7월 9일) 신라의 5만 정예군이 황산벌에 도착했을 때, 백제군은 연산시장 3거리를 기준으로 반경 500m 내외의 3곳에 진영을 두고 있었다. 당시 좌평 충상이 백제군을 지휘하였고, 달솔 상영과 달솔 계백은 충상의 부하 장수였다.
황산벌에 도착한 계백은 “지난 날 구천(句踐)은 5천 명으로 오나라 70만의 무리를 격파하였다. 지금 오늘 마땅히 각자 힘써 싸워 승리함으로써 나라의 은혜에 보답하자”며 병사들을 독촉했고, 이에 백제 군사는 사기가 올라 네 번의 소전투에서 신라군을 막아내었다.
그러자 김유신의 동생 김흠순의 아들 반굴(盤屈)이 전장에 투입되어 1인 돌격 전술을 구사하니, 반굴은 백제 병사들을 여럿 죽이고 자신도 전사했다. 승기를 탄 신라군은 김유신의 조카인 좌장군 김품일이 16세의 아들 관창(官昌)에게 반굴을 따르게 하였다. 관창은 갑옷을 입힌 말을 타고 창 한 자루를 가지고 적진으로 달려 가서 힘껏 싸우다가 적에게 사로잡히고 계백에게 끌려갔다. 계백이 투구를 벗기게 하였는데, 그 나이가 어리고 용감함에 감탄하며 차마 해치지 못하고 탄식하며 말하기를, “신라에게 대적할 수 없겠구나. 소년도 오히려 이와 같은데 하물며 장정들이랴!”라 하고 살려서 보내도록 하였다.
신라 정예군 진영으로 돌아간 관창은 품일에게 간단한 인사만 하고 다시 돌격하였고, 계백은 백제 병사들을 계속 죽인 관창의 목을 베었다. 화랑 관창의 죽음으로 신라군은 백제군보다 더욱 죽을 각오로 싸웠고, 결국 백제군은 전멸하고 계백도 전사하였다.

## 결과
백제군은 크게 패하였고, 좌평 충상, 달솔 상영을 포함한 ,1,650여 명은 항복하였다. 삼국사기에는 포로의 수를 20여 명으로 기록하고 있다.황산벌 전투가 있던 날 소정방의 당군은 웅진구 전투에서 백제군을 섬멸하고 신라 정예군과 합류하였다.
소정방은 김유신 등이 약속 기일보다 늦었다고 하여 신라독군(新羅督軍) 김문영(金文穎)을 참수하려 하였다. 김유신은 “대장군(大將軍)이 황산(黃山)에서의 싸움을 보지도 않고 약속한 날짜에 늦은 것만을 가지고 죄를 삼으려고 하는데, 나는 죄가 없이 모욕을 받을 수 없다. 반드시 먼저 당나라의 군사와 결전을 한 후에 백제를 깨뜨리겠다.”라고 하였다. 이 말을 들은 동보량(董寶亮)이 소정방에게 귓속말로 “신라의 군사가 장차 변란을 일으킬 듯합니다.”라고 하자 소정방이 김문영을 풀어주었다.
11월에 전공을 논하게 되었는데 신라의 태종무열왕은 항복한 충상, 상영 등을 예우해주는 차원에서 왕족을 제외한 가장 높은 신분인 6두품과 제7관등인 일길찬의 관직을 주고, 항복한 백제 귀족들에게도 그에 걸맞은 두품과 관직을 하사하였다. 하지만 충상과 상영 그리고 이들을 따르던 백제군은 신라군의 투항권유를 받고 항복하였기에 패배한 적장에게 신라는 높은 품계의 벼슬을 준 것으로 판단된다. 반면 계백과 그를 따르던 병사들은 수락산까지 밀리면서 전멸한 것으로 보인다. 
전사한 관창(官昌)은 급찬(級湌)에 추증하고 예로써 장례를 지내 주었으며, 그 집에는 비단 3십 필, 승포 3십 필과 곡식 1백 섬을 내려 주었다.

## 황산벌 전투를 다룬 작품
- 《황산벌》 (이준익, 2003년)

## 주해
1. ↑  충청북도 옥천군 군북면 증약리 산57-1일원(현 마달령), 현재 4번 국도의 대전~옥천 경계의 고개로 비정됨
2. ↑  백제군은 계백이 이끄는 5천 결사대를 비롯하여 세 곳에 5천씩 총 1만5천 명이 있었다는 주장도 있다.[5]